# Quasispermophorella neuropunctata
Quasispermophorella neuropunctata là một loài côn trùng trong họ Berothidae thuộc bộ Neuroptera. Loài này được Esben-Petersen miêu tả năm 1917.